# Fusagasugá
Fusagasugá és un municipi colombià, capital de la província del Sumapaz en el departament de Cundinamarca. És el tercer municipi més poblat del departament i el quaranta cinquè del país. És coneguda com la «Ciudad Jardín» de Colòmbia. Està situada a 59 km al sud-oest de Bogotà, en un altiplà delimitat pel riu Cuja i el Chocho, els turons de Fusacatán i el Quininí, que conformen la vall dels Sutagaos, i el planell de Chinauta. El municipi de Fusagasugá es divideix en la part urbana, amb 6 comunes, i en la rural amb 5 corregiments.

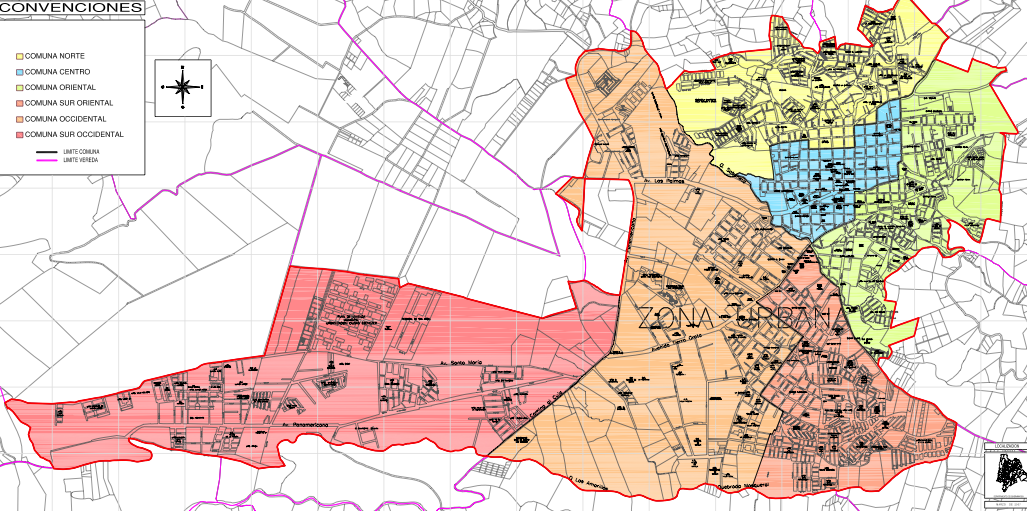
Divisió territorial per Comunas.

Limita al nord amb els municipis de Silvania i Sibaté; al sud amb els municipis d'Arbeláez, Pandi i Icononzo; a l'est amb Pasca i Sibaté; i a l'oest amb els municipis de Tibacuy i Silvania.

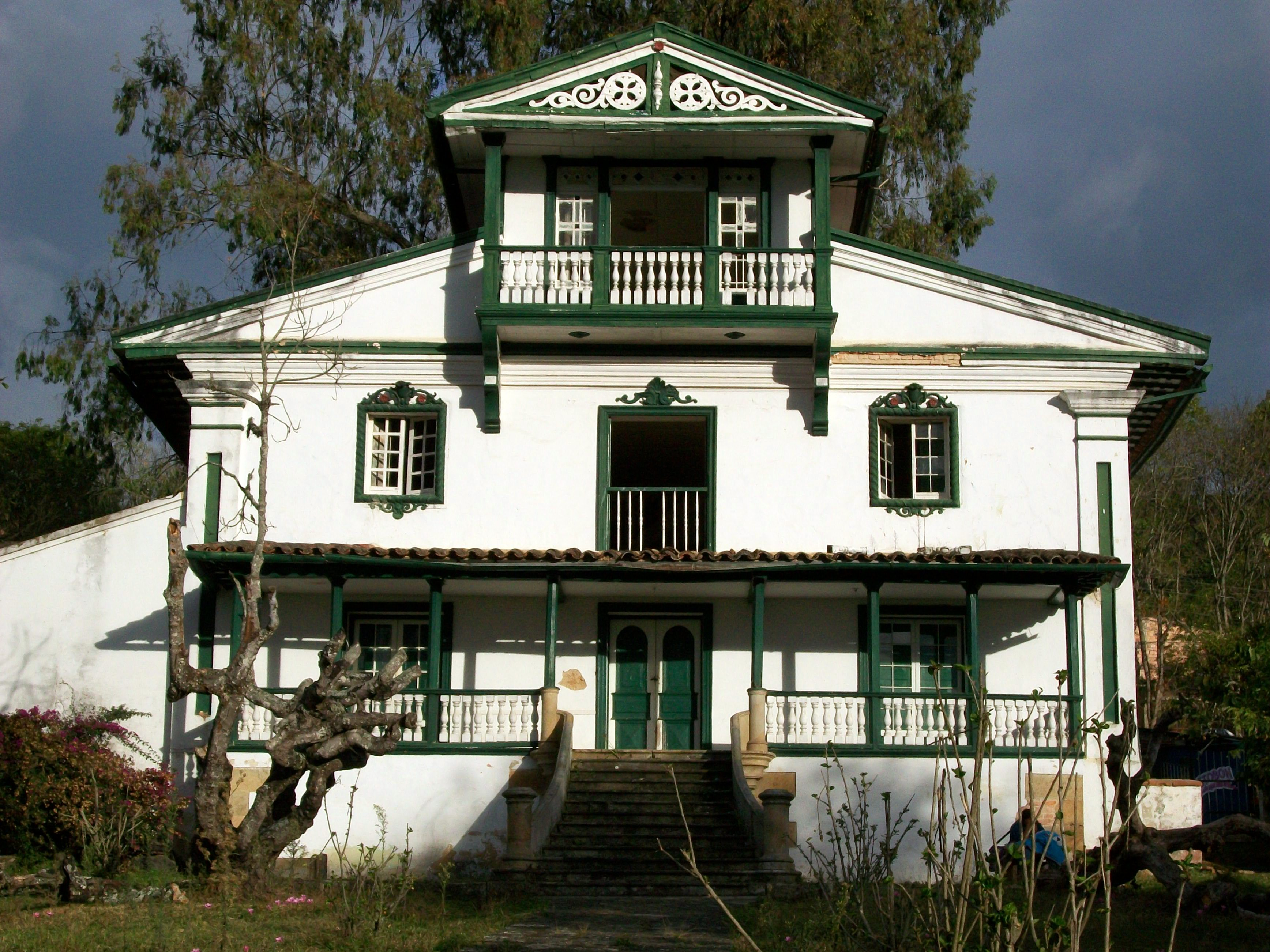
La Casona Coburgo és una de les més visitades del municipi.